# Жеркув (гмина)
Жеркув (пол. Żerków) — гмина (уезд) в Польше, входит как административная единица в Яроцинский повет, Великопольское воеводство. Население — 10 520 человек (на 2008 год).

## Соседние гмины
1. Гмина Чермин
2. Гмина Гизалки
3. Гмина Яроцин
4. Гмина Колачково
5. Гмина Котлин
6. Гмина Милослав
7. Гмина Нове-Място-над-Вартон
8. Гмина Пыздры

## Населённые пункты
- Щонув